# Rechtkant
Als Rechtkant wird im heutigen Sprachgebrauch ein Quader, ein quaderförmiger Körper oder ein quaderförmiger Hohlkörper verstanden. In mathematischen Abhandlungen werden die Begriffe Quader und Rechtkant synonym verwendet.

## Architektur
Als Rechtkant oder Rechtkantbau wird in der neueren Architekturliteratur ein Gebäude bezeichnet, das durch seine einfache kubische Grundform und durch das Fehlen von Ornament und Profilierung charakterisiert wird. Diese Gebäudeform findet sich im Wesentlichen seit der Antike in Europa ebenso wie in anderen Kulturkreisen, wurde jedoch vor allem durch das Bauhaus, einer Architekturschule der Klassischen Moderne, propagiert. Mit der Industrialisierung des 19. und frühen 20. Jahrhunderts stieg die Bevölkerungszahl in den Städten rasant an. Es wurde dringend Wohnraum gebraucht, mit der Folge, dass die Aufgaben von Baukunst und Städtebau endgültig vom repräsentativen Gebiet auf das Gebiet des Zweckgebundenen und Sozialen verschoben werden mussten. Dieser Herausforderung widmete sich das Bauhaus, das alle Bereiche des gesellschaftlichen Lebens zu beeinflussen suchte und eine zeitgemäße Synthese zwischen Kunst und Technik schaffen wollte. „Die Gestaltung des Industrieproduktes wurde zum Ziel, und strenge kubische Formen lösten den Expressionismus ab. Mit seiner strengen Sachlichkeit, den kubisch klaren, weißen Flächen bestimmte Gropius den Internationalen Stil maßgeblich. Der Internationale Stil wurde vor dem Ersten Weltkrieg geschaffen und während der 1920er Jahre zuerst in Mitteleuropa und einige Jahre später in anderen Ländern Europas und in Amerika angenommen.“

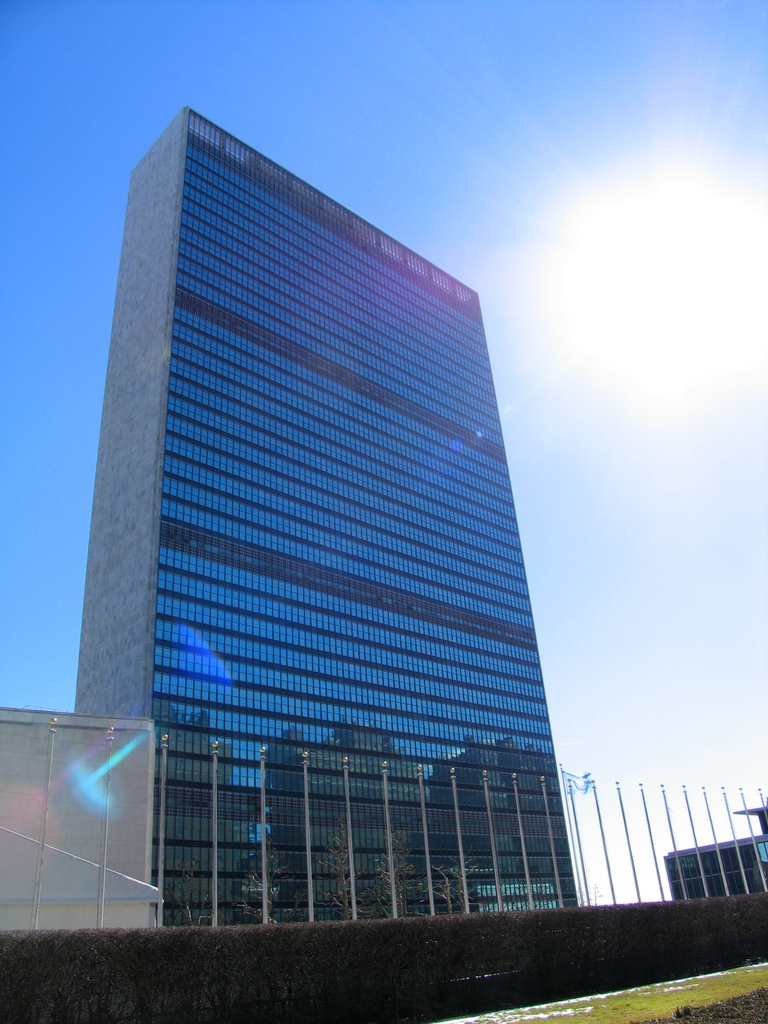
Gläserner Rechtkant
des UNO-Hauptquartiers

Ein gelungenes Beispiel dieses Baustils stammt von Le Corbusier mit dem Entwurf der Villa Savoye, einem weißen Rechtkant auf Stelzen, der Licht, Luft und Sonnenschein hereinlässt. In der Zeit bis 1933 entstanden so in Deutschland zehntausende bezahlbare Wohnungen in Wohnsiedlungen, die soziale Kontakte ermöglichten. Danach trugen die emigrierenden Architekten die Bauhausidee zum Siegeszug in die Welt. Heftige Kritik an diesem Architekturstil wurde erst nach dem Zweiten Weltkrieg laut, als dieser ganze Stadtlandschaften bestimmte. Selbst Peter Hahn, Direktor des Bauhaus-Archivs, spricht von „Container-Architektur“ und „städtebaulicher Verödung“. Kristiana Hartmann benennt Schlagworte wie der „weiße Rechtkant“ oder die „weißen und gläsernen Kästen“. Eine der architektonischen Antworten wird durch die Postmoderne mit dem Slogan von Heinrich Klotz geprägt: „nicht nur Funktion, sondern auch Fiktion“. Andere Architekten halten nach wie vor an der Errichtung von „Rechtkantbauten“ fest.

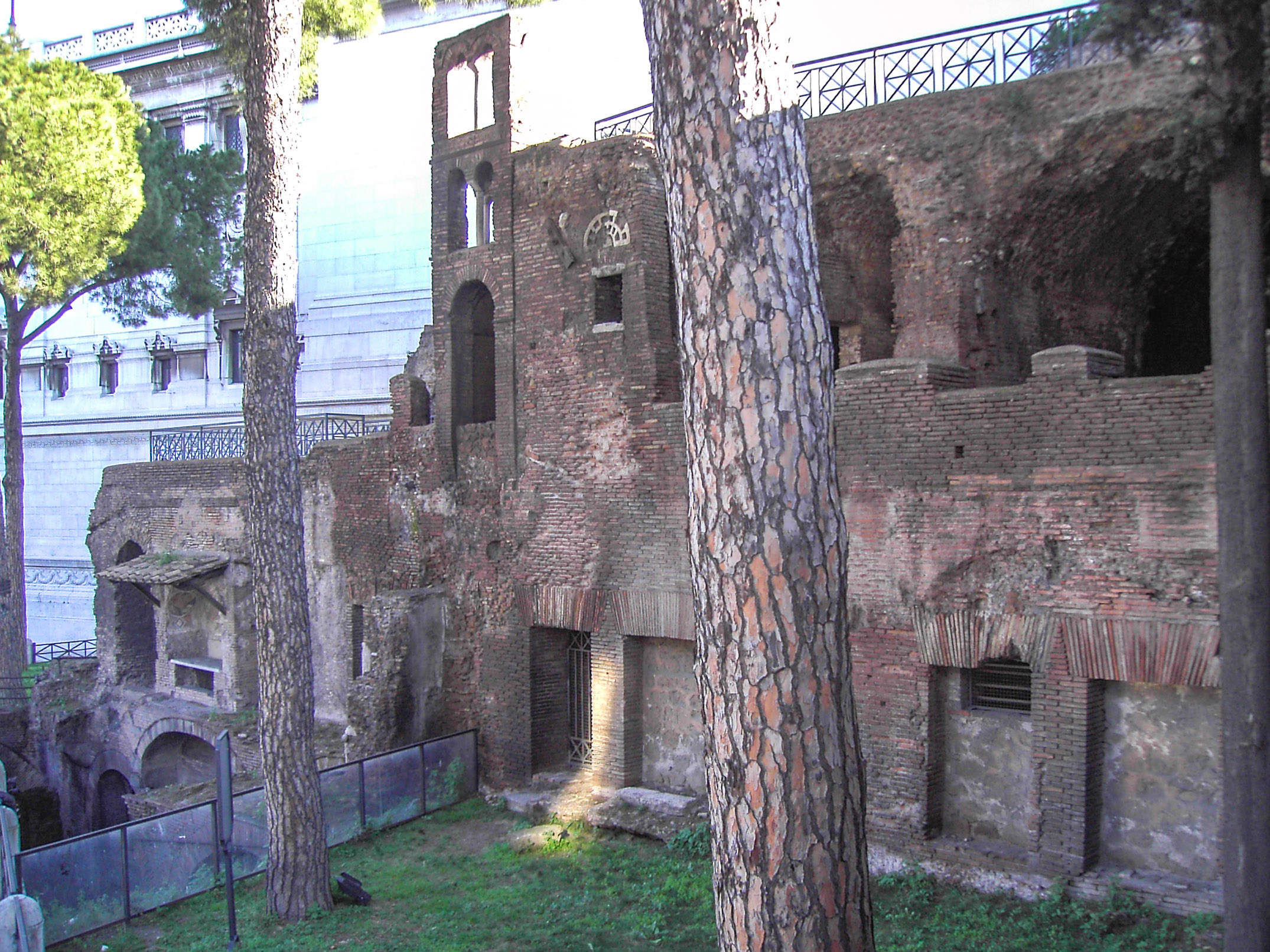
Reste einer Insula beim Kapitol in Rom
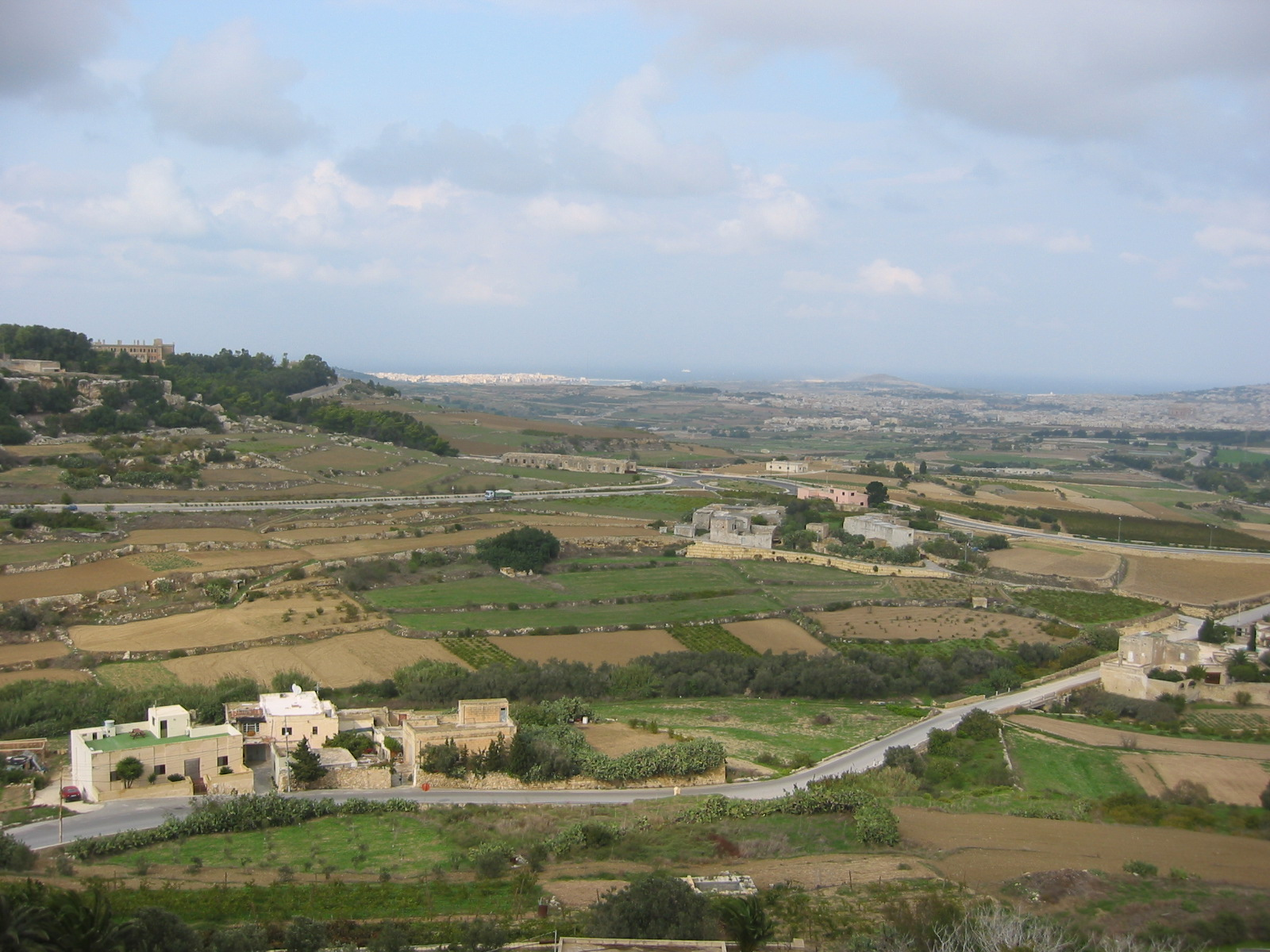
Traditionelle Wohnhäuser auf Malta
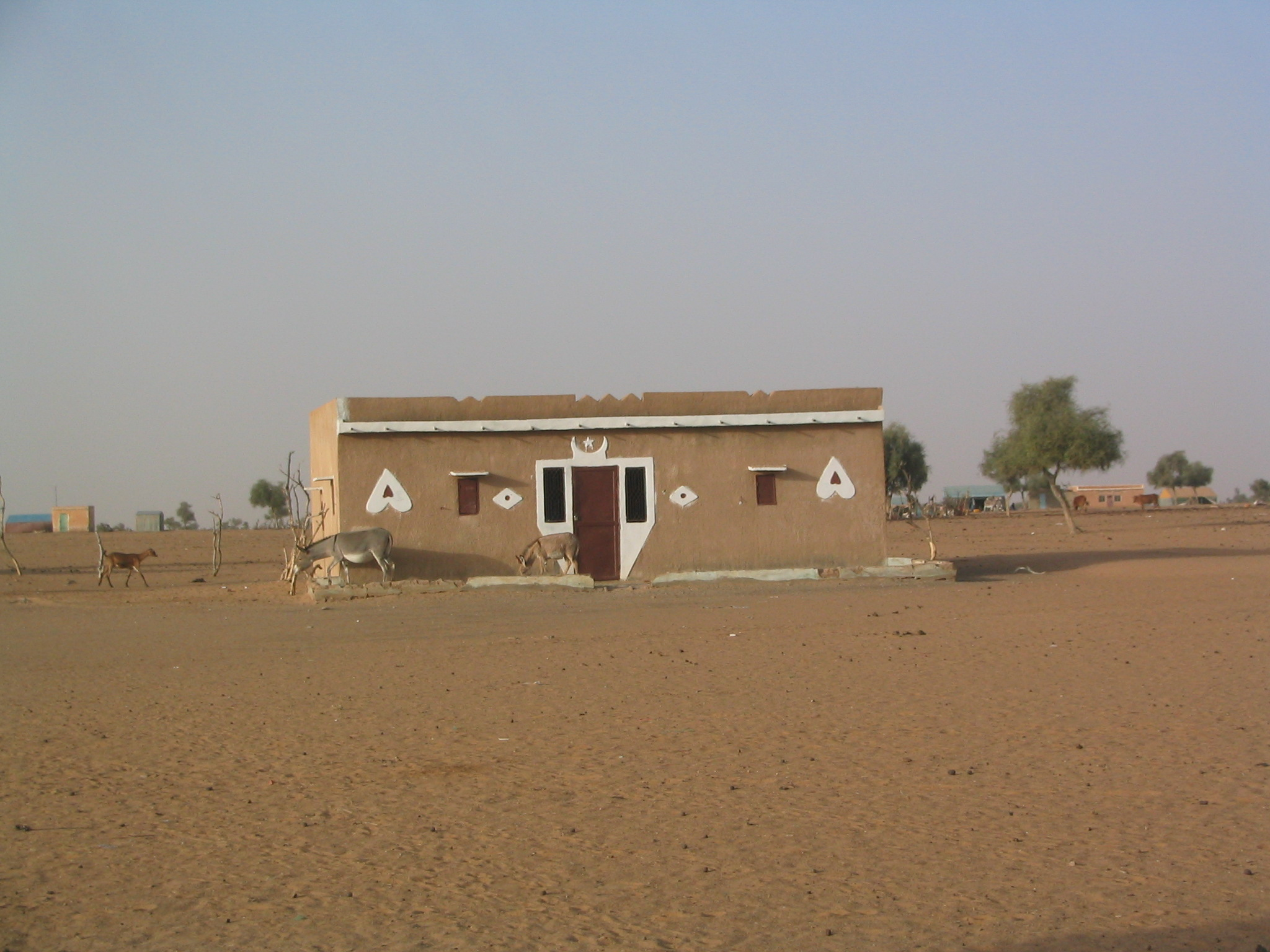
Typisches Wohnhaus aus Lehm in Mauretanien
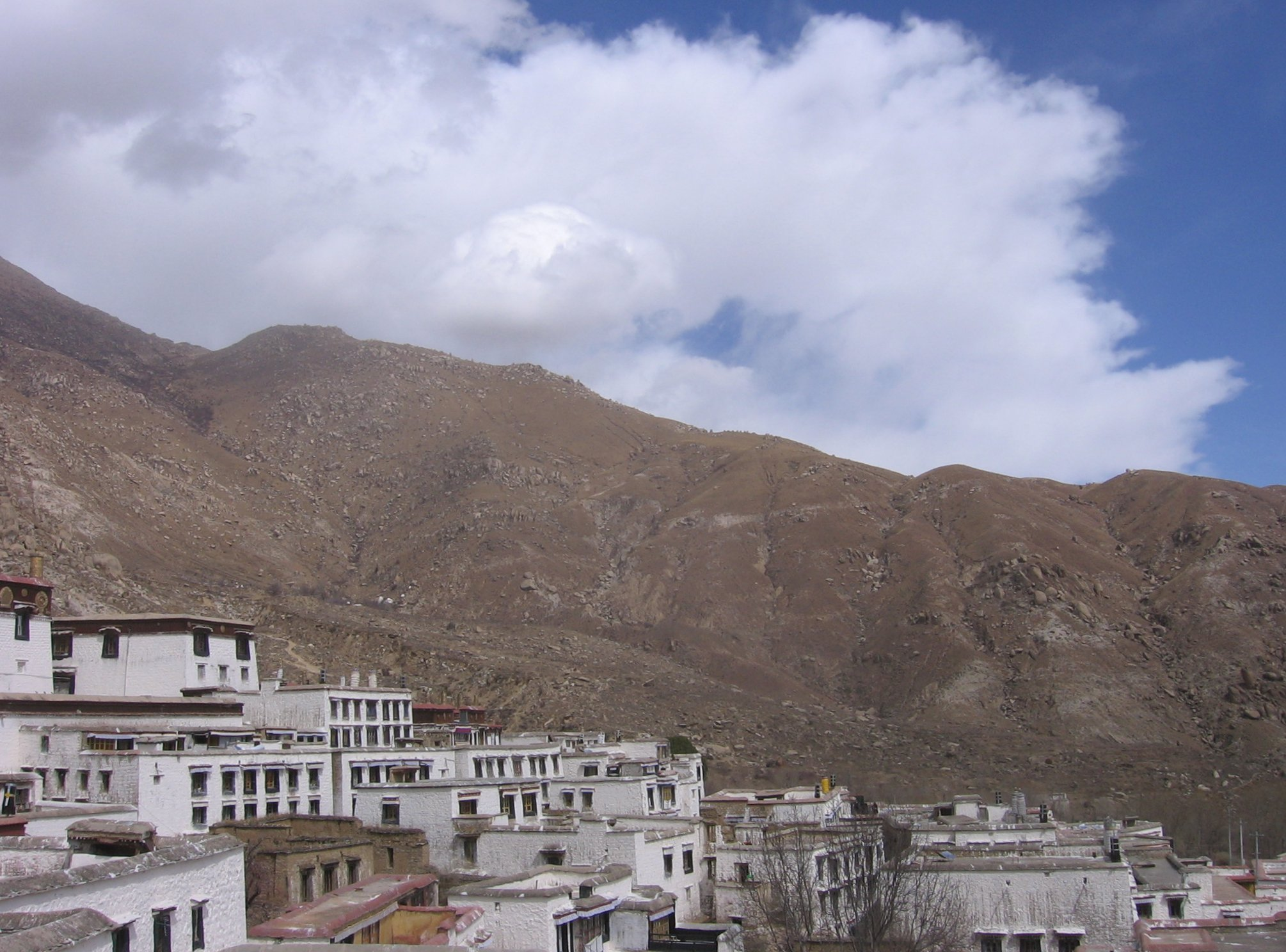
Wohnhäuser in einem Vorort von Lhasa in Tibet

## Fertigungstechnik

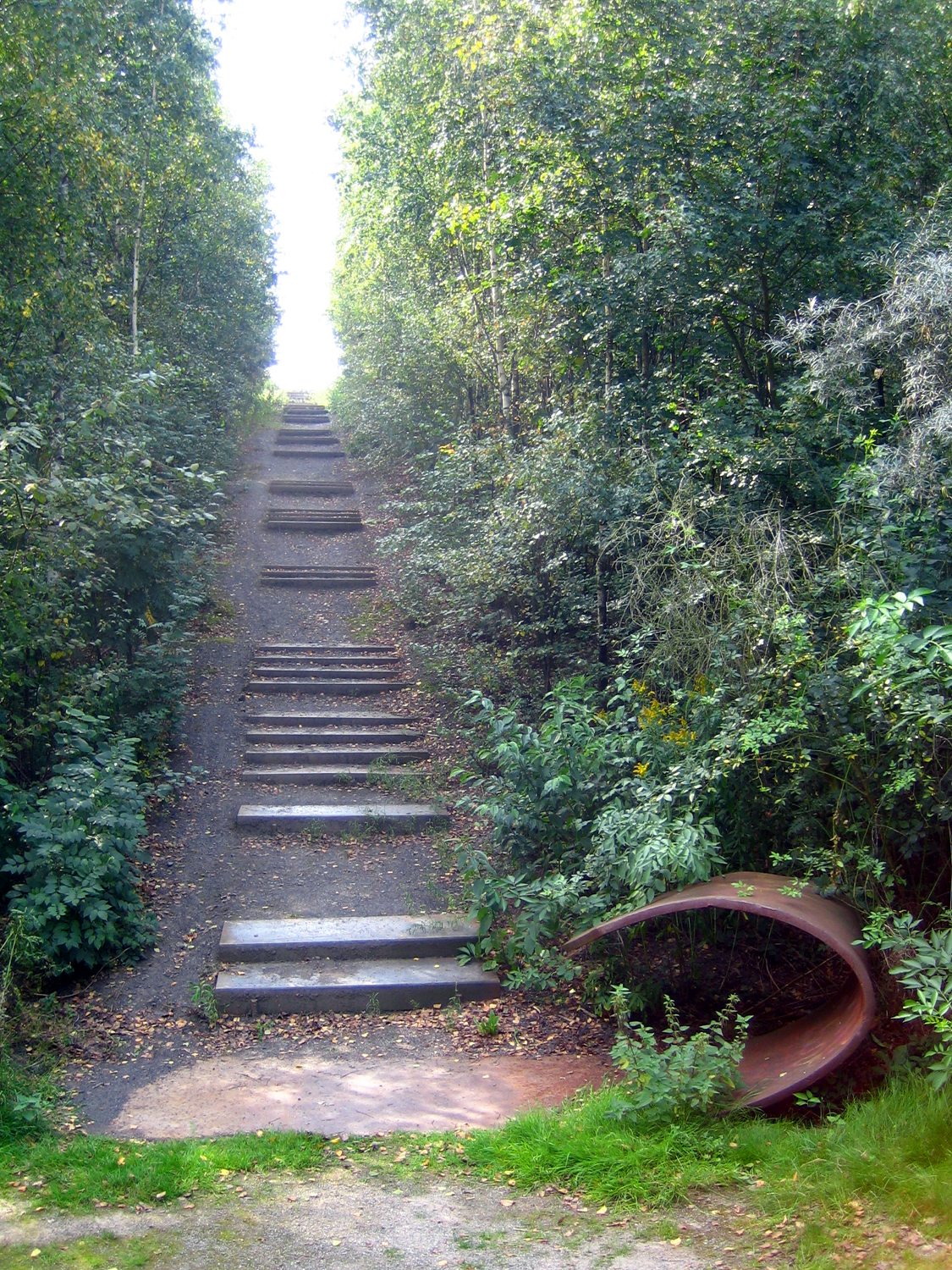
Halde Schwerin. Die Treppe besteht aus Stahlbrammen

- In einem Walzwerk wird ein stählerner Rechtkant, eine sog. Stahlbramme, in einem mehrstufigen Walzprozess zu Grobblech oder zu Feinblech verarbeitet.
- Ein Rechtkantdraht, auch Vierkantdraht genannt, wird durch eine Abfolge von Verfestigung durch Ziehen und Entfestigung durch thermische Aktivierung hergestellt. Dabei müssen die Technologien des Drahtwalzens, des Gleit- bzw. Durchziehens und der Wärmebehandlungen sorgfältig aufeinander abgestimmt werden.[10]
- Rechtkantrohre, insbesondere nahtlose Rohre, werden mit den verschiedensten Verfahren hergestellt. Sie dienen als Stütz- und Steckelemente von Konstruktionen (z. B. Lüftungsschächte) und Maschinen.

## Weitere Produktbeispiele
- Trauringe im Querschnitt rechtkant
- Möbel in Rechtkantform
- Käsesorten in Rechtkantform (z. B. Caciocavallo Silano bzw. Ragusano und Palermitano aus Sizilien)
- Rechtkantartikel aus Moos- und Weichgummi
- Rechtkant-Prüfkörper bzw. Probe-Rechtkante für Tests kraftbetätigter Tür- und Toranlagen, die mittels Lichtschranken die Gefährdung minimieren[11]

## Online Publikationen
- Monika Pareigat, Internet in der Grundschule (PDF 1,2 MB)
- Sigrid Meyer zu Knolle, Die gebändigte Vertikale. Materialien zum frühen Hochhausbau in Frankfurt (PDF 1,56 MB)
- Dissertation Temperaturverhältnisse und Reaktionskinetik beim Ziehen und Wärmebehandeln von Draht (PDF 9 MB)